# Gorzkie dziedzictwo
Gorzkie dziedzictwo (hiszp. Llovizna) – wenezuelska telenowela z 1997 roku wyemitowana przez RCTV. W rolach głównych Scarlet Ortiz i Luis Fernández.
Imię głównej bohaterki "Llovizna" to nazwa wodospadu w Wenezueli, który łączy rzeki Orinoko i Caroní. Llovizna pogodziła dwóch zwaśnionych braci, którzy byli w niej zakochani. Imiona tych braci stanowią nawiązanie do nazw rzek, które łączy wodospad Llovizna.

## Wersja polska
W Polsce telenowela była emitowana po dwa odcinki po około 20 minut, liczyła zatem 290 odcinków. Serial emitowany był w paśmie wspólnym TV lokalnych (TVP Regionalna) w latach 1998-1999.

## Obsada
- Scarlet Ortiz jako Llovizna Sanchez
- Luis Fernández jako Orinoco Fuego
- Pablo Martin jako Caroní Fuego/Jesús Ferrer
- Caridad Canelón jako Marhuanta Sánchez
- Javier Vidal jako Pío Heres Briceño
- Juan Carlos Baena jako Luis
- Yoletty Cabrera jako Soledad Barrancos
- Natalia Capelletti jako Concordia
- Henry Castañeda jako Guasipati
- Catherine Correia jako Salvaje Callao
- Nacarid Escalona jako Alejandra de Hipolito
- Elisa Escámez jako Nieves Fuego
- Alfonso Medina jako Lanzarote Niño
- Erika Medina jako Siria Degredo
- Mildred Quiroz jako Diamante Falcón Heres
- José Ángel Urdanetajako Patrio Morales
- Winston Vallenilla jako Jose Miguel Andueza
- Tatiana Capote jako Almaneser